# كيلبيز

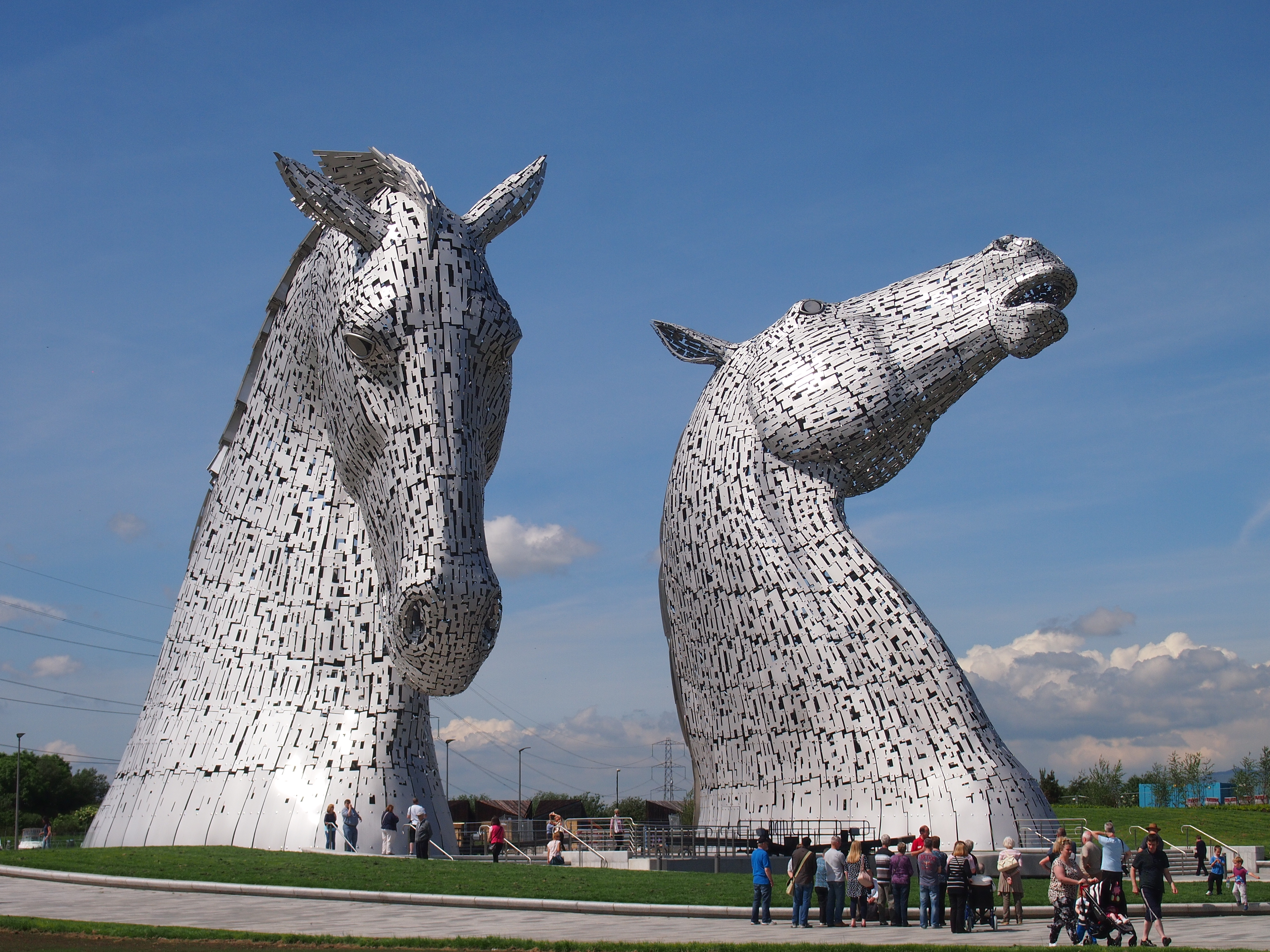
كيلبيز في فالكيرك.

كيلبيز (بالإنجليزية: The Kelpies) هي منحوتة لتمثالين على شكل رأسي حصان يبلغ ارتفاعها 30 مترًا تصور أرواح الماء متغيرة الشكل، في فالكيرك، اسكتلندا. تم تصميم المنحوتات بواسطة النحات أندي سكوت واكتملت في أكتوبر 2013. تشكل المنحوتات بوابة عند المدخل الشرقي لقناة فورث وكلايد. تعبر التماثيل عن التراث الأسكتلندي المرتبط بالخيول.
تم افتتاح المنحوتات أمام الجمهور في أبريل 2014.

## البناء

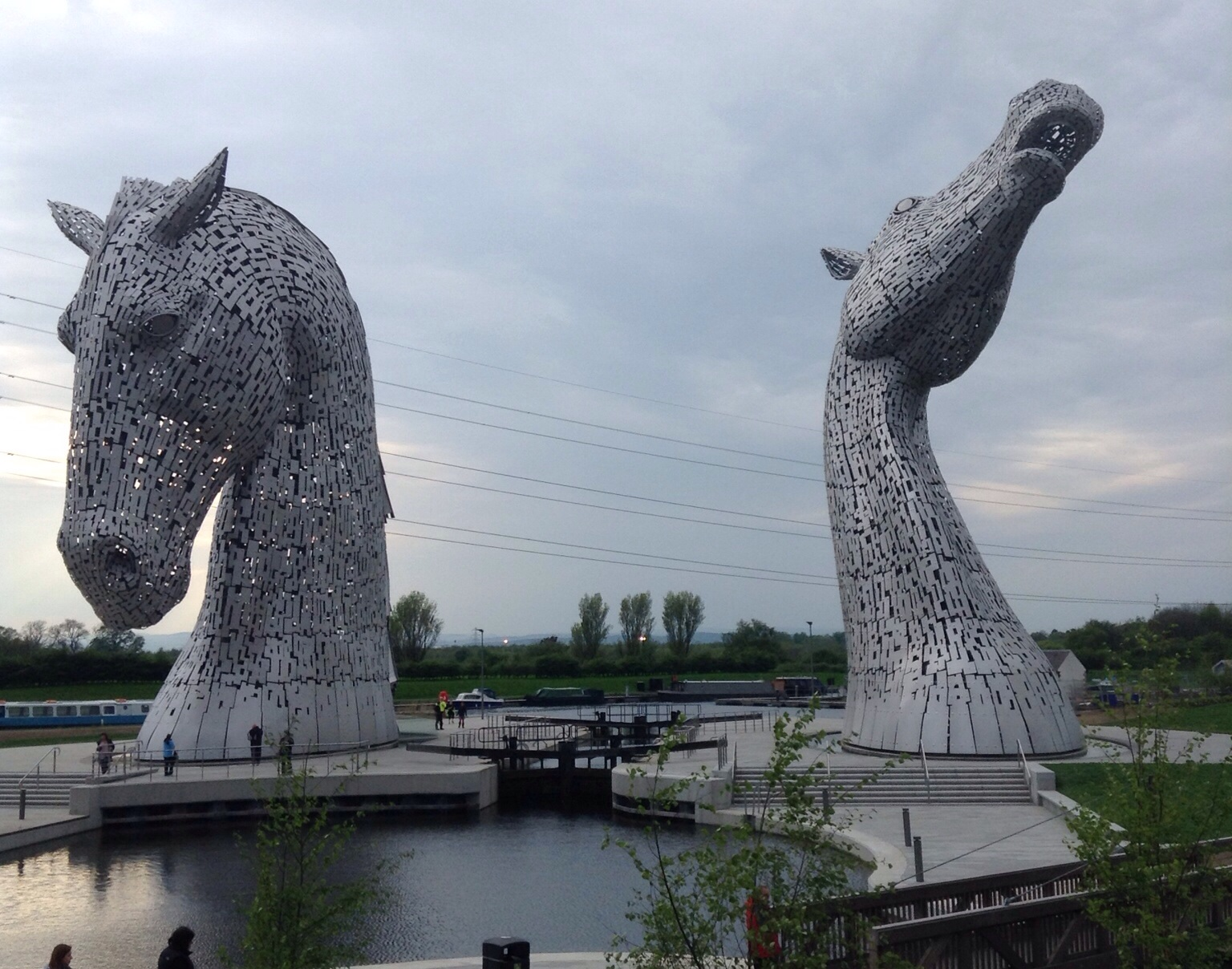
صورة للتمثالين بجانب حوض القناة

بنيت من الفولاذ الهيكلي مع كسوة من الفولاذ المقاوم للصدأ، يبلغ طول كيلبيز 30 مترا ويزن كل منها 300 طن. بدأ البناء في يونيو 2013، واكتمل بحلول أكتوبر 2013. يشكل التمثالان أكبر منحوتات الخيول في العالم. بلغت تكلفة التمثالان حوالي 7 ملايين و860 ألف دولار أمريكي.
يزن كل رأس 300 طن، ويضم كل منهما 1200 طنا من الخرسانة المسلحة، وهناك 928 لوحة فردية في كل تمثال.

## نماذج مصغرة

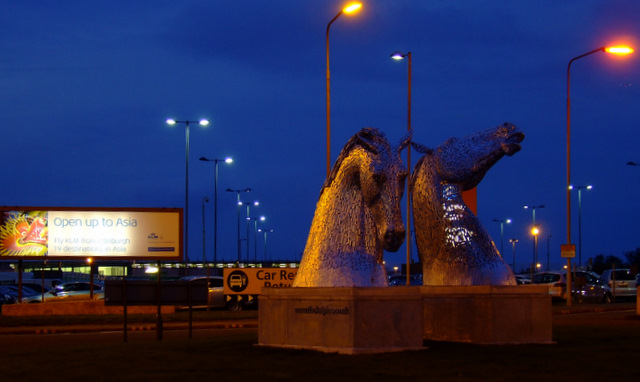
نموذج مصغر للتماثيل في مطار أدنبرة

يوجد مجموعتان من النماذج المصغرة لمنحوتات كيلبيز (مصغرة 10 مرات). وقد تم عرضها محليًا ووطنيًا ودوليًا في العديد من المناسبات والأماكن بما في ذلك مطار إدنبرة والمتحف الميداني في جرانت بارك في شيكاغو، وفي معارض اكسبو لأعوام 2011 (أبردين) و2012 (إدنبرة) و2013 (غلاسكو).